# Non fidarti della str**** dell'interno 23
Non fidarti della str**** dell'interno 23 (Don't Trust the B---- in Apartment 23) è una situation comedy statunitense prodotta dal 2012 al 2013.

## Trama
All'interno dell'appartamento 23 di un grattacielo di New York vivono due ragazze, Chloe e June, completamente diverse tra loro. June è una ragazza di provincia, un po' ingenua ma anche molto tosta, appena arrivata nella grande mela per inseguire i suoi sogni. Di fronte però al duro impatto con la vita in una metropoli si ritrova costretta, per andare avanti, a diventare coinquilina di Chloe, una donna amorale e sociopatica, ladra e truffatrice, dedita alle sbronze e al sesso occasionale.
Nonostante questi stili di vita agli antipodi la convivenza porta le due a instaurare una strana amicizia; la timida June, sotto l'apparenza di brava ragazza, quando serve sa mettere in mostra un bel carattere, mentre la bizzarra Chloe, molto in fondo, dimostra di avere anche lei un cuore. Alle loro vicende quotidiane finisce per unirsi spesso anche il migliore amico di Chloe, l'attore James Van Der Beek, il quale dopo anni dalla fine di Dawson's Creek cerca ancora di smarcarsi dal personaggio di Dawson Leery per rilanciare la sua carriera, passando le sue giornate tra provini vari e talvolta assurdi nonché fan ossessive e deliranti.

## Episodi
| Stagione         | Episodi | Prima TV originale | Prima TV Italia |
| ---------------- | ------- | ------------------ | --------------- |
| Prima stagione   | 7       | 2012               | 2013            |
| Seconda stagione | 19      | 2012-2013          | 2013            |

## Produzione
La serie che doveva essere intitolata Don't Trust The Bitch in Apartment 23 era inizialmente stata sviluppata dalla Fox per essere mandata in onda durante il 2009, ma alla fine venne rinviata. Nel gennaio del 2011 la ABC prese in mano il progetto e diede il via alla produzione di un episodio pilota per la serie. Nei mesi di febbraio e marzo gli attori Dreama Walker, Krysten Ritter e James Van Der Beek vennero scelti come personaggi principali. Il 13 maggio seguente l'emittente decise di produrre un'intera stagione, dandogli il titolo Apartment 23 e pochi giorni dopo venne annunciato che la serie avrebbe debuttato in midseason durante la seconda metà della stagione televisiva 2011-2012. L'11 ottobre 2011 la ABC decise di riportare il nome della serie al titolo originale, censurando però la parola Bitch lasciando soltanto l'iniziale.
Il 27 marzo 2012 l'emittente ha reso disponibile la visione gratuita online dell'episodio pilota della serie su Hulu. L'11 maggio successivo la ABC ha confermato la produzione di una seconda stagione della serie, trasmessa in prima visione a partire dal 23 ottobre 2012. A partire dalla seconda stagione l'attore Ray Ford, apparso in alcuni episodi della prima stagione nel ruolo ricorrente di Luther, viene promosso nel cast principale, mentre al contempo l'attrice Liza Lapira esce da esso, ma continua a prendere parte alla serie come ricorrente.
Il 22 gennaio 2013, durante la trasmissione della seconda stagione, la ABC ha annunciato il ritiro della serie dai palinsesti della rete, sospendendo la messa in onda degli otto episodi rimanenti. Il giorno seguente il cast ne ha confermato la cancellazione a causa dei bassi risultati d'ascolto.

## Distribuzione
La serie ha debuttato sul canale ABC l'11 aprile 2012, per essere poi cancellata l'anno successivo dopo due stagioni.
In Italia la serie è stata trasmessa in anteprima dal canale satellitare Fox dal 5 febbraio 2013.

## Accoglienza
Nel giugno del 2011 Apartment 23 è stata una delle otto serie televisive premiate con il Critics' Choice Television Awards 2011 nella categoria Nuova serie tv più promettente, votate da giornalisti che avevano visionato gli episodi pilota.